# Dambeck (Meklemburgia-Pomorze Przednie)
Dambeck (pol. Dąbik) – miejscowość i gmina w Niemczech, w kraju związkowym Meklemburgia-Pomorze Przednie, w powiecie Ludwigslust-Parchim, wchodząca w skład Związku Gmin Grabow.